# Maxwell William Ward

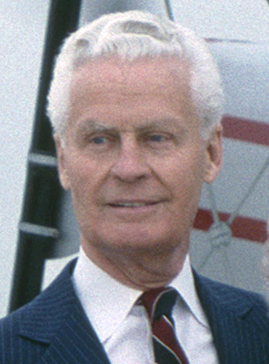
Maxwell W. Ward (1989)

Maxwell William Ward, OC, AOE (* 21. November 1921 in Edmonton, Alberta; † 2. November 2020 ebenda) war ein kanadischer Flugpionier und Gründer der nach ihm benannten Fluggesellschaft Wardair Canada.

## Leben
Ward trat 1940 in die Royal Canadian Air Force (RCAF) ein und erhielt am 18. November 1941 seine Pilotenlizenz. In der Folgezeit bildete er Militärpiloten für den Kriegseinsatz in Europa aus. Nach Ende des Zweiten Weltkriegs verließ er die RCAF und arbeitete als Buschpilot im Norden Kanadas.
Im Juni 1946 gründete Ward in Yellowknife die Firma Polaris Charter Company, die Transportflüge in den Nordwest-Territorien durchführte. Da das Unternehmen keine Betriebserlaubnis seitens der zuständigen Behörde Air Transport Board (ATB) besaß, ging er im Mai 1947 eine enge Zusammenarbeit mit der Yellowknife Airways ein. Als diese Kooperation im Oktober 1949 zerbrach, kehrte er mit seiner Familie nach Alberta zurück und arbeitete unter anderem als Handelsvertreter und Maurer, bis er im Mai 1951 erneut als Buschpilot tätig wurde.
Im Juli 1952 gründete Ward die Wardair Limited und beantragte zeitgleich eine Charterlizenz für das Unternehmen. Als im Mai 1953 deutlich wurde, dass die ATB eine Betriebserlaubnis erteilen würde, erwarb er eine werksneue de Havilland Canada DHC-3, mit der die Wardair am 3. Juni 1953 ihren Flugbetrieb aufnahm. Nachdem sie sich zunächst auf den Transport von Personen und Versorgungsgütern für die Minenindustrie konzentriert hatte, führte die Gesellschaft ab 1962 internationale Charterflüge durch, die sich schnell zum wichtigsten Geschäftszweig entwickelten. Am 18. September 1967 brachte Ward die Wardair an die Börse und beschaffte sich damit die finanziellen Mittel zur weiteren Expansion. Nach dem Börsengang hielt er 73 Prozent der Aktien und blieb weiterhin als Geschäftsführer tätig. Er setzte sich massiv für die Deregulierung des kanadischen Luftverkehrs ein und baute die Wardair kontinuierlich zur drittgrößten Fluggesellschaft Kanadas aus. Am 28. April 1989 veräußerte er seine Unternehmensanteile an die Fluglinie Canadian Airlines International und zog sich aus dem Berufsleben zurück.

## Auszeichnungen und Ehrungen
- Alberta Order of Excellence (1989)
- Canada’s Aviation Hall of Fame (1974)
- Canadian Business Hall of Fame (1993)
- Officer des Order of Canada (1975)
- Order of Icarus (1973)
- Gewinner der Trans-Canada Trophy (1973)
- Ehrendoktorwürden, verliehen von sieben kanadischen Universitäten
- Die Canadian Airlines taufte ihre erste Boeing 747-400 im November 1990 auf den Namen Maxwell W. Ward.

## Veröffentlichungen
- The Arctic Fox: Bush Pilot of the North Country, gemeinsam mit Don C. Braun und John C. Warren. 2000, ISBN 0-595-00329-X.